# امیرآباد پایین

امیرآباد پائین نام روستایی است در دهستان باقران  از توابع بخش مرکزی شهرستان بیرجند، واقع در استان خراسان جنوبی که بر پایه سرشماری عمومی نفوس و مسکن در سال ۱۳۸۵ جمعیت آن ۲۹۲۷ نفر (در ۷۷۳ خانوار)  و طبق سرشماری عمومی نفوس و مسکن در سال ۱۳۹۵ جمعیت آن ۷۱۷۷ نفر (در ۱۸۴۷ خانوار) بوده‌است.